# Bothros
Een bothros (Oudgrieks: βόθρος - "put") was een put - waarin men een vuur had ontstoken - waarin men het bloed van het, met zijn kop naar de grond gerichte, offerdier liet vloeien of dat men gebruikte om oudere votiefgeschenken in te storten (apothetes). De offerdieren waarvan bloed in de bothros stroomde, waren bedoeld voor chtonische goden of heroën, wat natuurlijk verklaart waarom men een put in de grond gebruikte in plaats van een altaar. Bij de heroëncultus werd de bothros in de buurt van de graftombe van de heros aangelegd.

## Voetnoot
1. ↑  Men vindt zo'n bothros voor oude ex voto's in te storten in Rheneia (groot Delos), waarin votiefgeschenken in 425 v.Chr. werden gestort toen de Atheners een zuivering van het aan Apollo gewijde eiland uitvoerden.